# Silicularia rosea
Silicularia rosea är en nässeldjursart som beskrevs av Meyen 1834. Silicularia rosea ingår i släktet Silicularia och familjen Campanulariidae. Inga underarter finns listade i Catalogue of Life.